# Dyscia lentiscaria
Dyscia lentiscaria är en fjärilsart som beskrevs av Donzel 1837. Dyscia lentiscaria ingår i släktet Dyscia och familjen mätare. Inga underarter finns listade i Catalogue of Life.